# レット・ゼア・ビー・ラヴ
「レット・ゼア・ビー・ラヴ」（原題：Let There Be Love）は、2005年にオアシスが発表した楽曲、及び同曲を収録したシングル。通算25枚目のシングル。

## 概要
ノエル・ギャラガーの作詞・作曲。リード・ボーカルは、リアム・ギャラガーとノエルが交代で担当。オアシスの6枚目のアルバム『ドント・ビリーヴ・ザ・トゥルース』からの第3弾シングル。
日本盤CDはアルバムのボーナストラックにカップリング曲が収録されているため、特別にライヴテイクが1曲追加されている。

## 収録曲
- CD RKIDSCD 32

1. レット・ゼア・ビー・ラヴ - Let There Be Love - 5:31
2. シッティング・ヒア・イン・サイレンス(オン・マイ・オウン) - Sittin’ Here In Silence (On My Own) - 1:58
3. ロックンロール・スター - Rock 'n' Roll Star (live at City of Manchester Stadium 2 July 2005) - 7:47

- 10RKID 32

1. レット・ゼア・ビー・ラヴ - Let There Be Love - 5:31
2. シッティング・ヒア・イン・サイレンス(オン・マイ・オウン) - Sittin’ Here In Silence (On My Own) - 1:58

- DVD RKIDSDVD 32

1. レット・ゼア・ビー・ラヴ - Let There Be Love - 5:31
2. レット・ゼア・ビー・ラヴ (デモ) - Let There Be Love (demo) - 5:25
3. Excerpts from the forthcoming film Lord Don't Slow Me Down and the Let There Be Love video - 13:25

- 日本盤CD

1. レット・ゼア・ビー・ラヴ (レディオ・エディット) - Let There Be Love (Radio edit)
2. ロックンロール・スター - Rock 'n' Roll Star (live at City of Manchester Stadium 2 July 2005)
3. ドント・ルック・バック・イン・アンガー - Don't Look Back in Anger (live at City of Manchester Stadium 2 July 2005)

## チャート
| チャート (2005年)                        | 最高位 |
| ---------------------------------------- | ------ |
| ヨーロッパ (Eurochart Hot 100)           | 5      |
| ドイツ (GfK Entertainment charts)        | 88     |
| アイルランド (IRMA)                      | 14     |
| イタリア (FIMI)                          | 2      |
| オランダ (Single Top 100)                | 85     |
| スコットランド (Official Charts Company) | 1      |
| UK シングルス (OCC)                      | 2      |

| チャート (2005年) | 順位 |
| ----------------- | ---- |
| イギリス (OCC)    | 89   |